# Rasmussen (cantante)
Jonas Flodager Rasmussen (Viborg, Dinamarca; 28 de noviembre de 1985) es un cantante y actor danés. Fue el representante de Dinamarca en el Festival de la Canción de Eurovisión 2018 en Lisboa, Portugal, con la canción "Higher Ground".

## Vida personal y comienzos
Rasmussen nació en Viborg. Vive en Langå con su mujer y sus dos hijos. Estudió dramaturgia y música en la Universidad de Aarhus, y ha trabajado como profesor tanto en la Escuela de Artes Escénicas, en la Escuela Cultural de Viborg y en el centro de aprendizaje de Aarhus.

## Carrera musical
Rasmussen es el cantante líder de la banda Hair Metal Heröes, que realiza versiones de canciones de artistas como Elton John, ABBA, y Rugsted & Kreutzfeldt. También ha trabajado como actor de reparto, actuando en musicales como West Side Story, Rent y Los Miserables en Aarhus y Holstebro. En enero de 2018, se confirmó en el "Dansk Melodi Grand Prix 2018" su representación en Eurovisión con la canción "Higher Ground". La canción fue publicada el 5 de febrero. Rasmussen ganó la preselección el 10 de febrero, y representó a Dinamarca en el Festival de la Canción de Eurovisión 2018 en Lisboa, Portugal.